# 津田秀夫
津田 秀夫（つだ ひでお、1918年6月15日 - 1992年11月15日)は、日本の歴史学者。東京教育大学名誉教授。専攻は近世史で、社会経済史、教育史などの分野にもとりくんだ。

## 経歴
1918年、大阪府西成郡今宮町（現・大阪市西成区）で生まれた。1942年、東京文理科大学を卒業。
卒業後は、岐阜県中津農林学校教諭となったが、入営・召集のため休職し、1946年に復員。
戦後
戦後は大阪第一師範学校勤務した。1949年の学制改革で師範学校が大阪学芸大学となると同校講師となった。東京教育大学講師を経て、1953年より東京教育大学助教授。1962年、学位論文『封建経済政策の展開と市場構造』を東京教育大学に提出して文学博士号を取得。1974年、東京教育大学教授に昇格。1978年に東京教育大学を退官し、名誉教授となった。その後は関西大学教授として教鞭を執った。1989年に定年退職後も、関西大学大学院文学研究科講師として教鞭をとった。1992年11月15日、膵臓癌のため死去。

## 研究内容・業績
専門は日本史で、日本近世史。
津田秀夫文庫
津田が収集した古文書・和本など約4000点のコレクションは関西大学博物館に津田秀夫文庫として収められている。その内容は室町時代から明治時代にかけての文書、絵図、記録類、印刷物にわたっており、摂津・河内・和泉など畿内近国を中心とする近世の地方文書がその大半を占めている。

## 著作
著書
- 『江戸時代の三大改革』弘文堂(アテネ文庫) 1956
- 『日本史総合研究』法文社 1956
- 『(庶民の勃興)庶民の抬頭の示す意味』(真説日本歴史 8) 雄山閣出版 1960
- 『封建経済政策の展開と市場構造』御茶の水書房 1961
- 『封建社会解体過程研究序説』塙書房 1970
- 『天保改革』(日本の歴史 22) 小学館 1975
- 『近世民衆教育運動の展開 含翠堂にみる郷学思想の本質』御茶の水書房 1978
- 『幕末社会の研究』柏書房 1978
- 『近世民衆運動の研究』三省堂 1979
- 『史料保存と歴史学』三省堂 1992

共編著
- 『日本歴史 シンポジウム 13 幕藩制の動揺』司会 学生社 1974
- 『解体期の農村社会と支配』編 校倉書房 1978
- 『近世国家の解体と近代』編 塙書房 1979
- 『近世国家の展開』編 塙書房 1980
- 『近世国家の成立過程』編 塙書房 1982
- 『近世国家と明治維新』編 三省堂 1989
- 『図説大阪府の歴史』(図説日本の歴史 27) 責任編集 河出書房新社 1990
- 『コンサイス日本人名事典』三省堂編修所編 上田正昭・永原慶二・藤井松一・藤原彰共監修 三省堂 1990

記念論文集
- 『封建社会と近代 津田秀夫先生古稀記念』同朋舎出版 1989

## 参考資料
- 永井芳和「津田秀夫先生の思い出」『阡陵：関西大学博物館彙報』44, 2002年, 6-7頁PDF.
- 岩城卓二「回想・津田秀夫と歴史学」『NOCHS Occasional paper』7, 2008年, 58-63頁PDF.